# Ursula Frayne

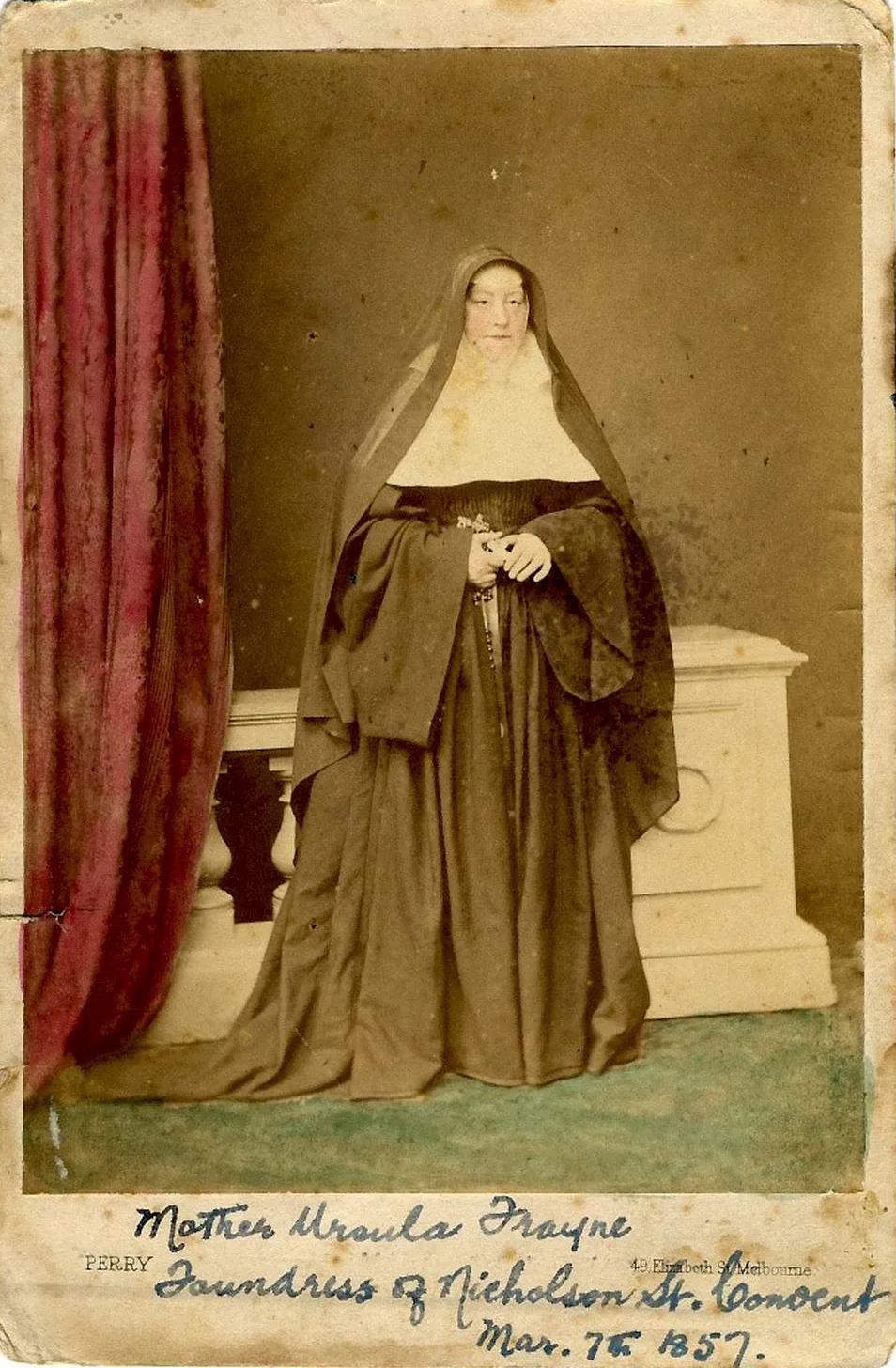
Sister Ursula Frayne

Ursula Frayne, född 1816, död 1885, var en australiensisk abbedissa. Hon introducerade katolsk klosterundervisning för flickor i Australien.  
Ursula Frayne föddes i Dublin på Irland som Clara Frayne, dotter till den förmögne köpmannen Robert Frayne. Hon blev nunna under namnet Ursula 1834. Hon sändes ut till missionen i Newfoundland 1842, och blev 1845 utsedd att grunda en katolsk skola i Australien i den nygrundade kolonin Perth i Western Australia. Sällskapet anlände till Perth 8 januari 1846. Hon öppnade 1849 den första sekundärskolan i Western Australia. Den bildade mönster för liknande skolor: en sekundärskola med avgift, en grundskola och en småbarnsskola. 1857 grundade hon den första klosterskolan för flickor i delstaten Victoria i Melbourne. Hon grundade också ett barnhem.